# Вайгольсгаузен
Вайгольсгаузен (нім. Waigolshausen) — громада в Німеччині, розташована в землі Баварія. Підпорядковується адміністративному округу Нижня Франконія. Входить до складу району Швайнфурт.
Площа — 23,74 км2. Населення становить 2709 ос. (станом на 31 грудня 2020).

## Відомі люди
- Луїтпольд Баумблатт (1806—1877) — німецький письменник і педагог.